# Ahlat
Ahlat là một huyện thuộc tỉnh Bitlis, Thổ Nhĩ Kỳ. Huyện có diện tích 989 km² và dân số thời điểm năm 2007 là 35623 người, mật độ 36 người/km².